# Воля Павло Олексійович
Павло Олексійович Воля (нар. 14 березня 1979, Пенза) — російський естрадний артист розмовного жанру, телеведучий, кіноактор, учасник Comedy Club, пропагандист.
До Comedy Club був учасником команди КВН «Валеон Дассон» (Пенза) разом з Тимуром Родрігезом і Леонідом Школьником. Колишній ведучий телепрограм «Убойная лига» та «Сміх без правил». Був ведучим шоу «Що ти робив минулої п'ятниці?» на телеканалі «1+1». Зараз веде «Comedy Баттл» і авторське шоу «Импровизация» на каналі ТНТ. Випустив альбоми «Respect і уважуха», «Чудеса трапляються», «Думки і музика».

## Життєпис
Павло народився 14 березня 1979 року в Пензі. Закінчив школу № 11.
Був капітаном пензенської команди КВН «Валеон Дассон», у складі якої виграв Першу лігу КВН (на той момент поряд з Вищою українською лігою — другий за рівнем турнір в ієрархії ліг АМіКу), завоювавши право брати участь у Вищій лізі. Однак у Вищій лізі пензенської команді судилося відіграти тільки одну гру — програвши в 1⁄8 фіналу сезону-2001, «Валеон Дассон» в офіційних іграх Міжнародного союзу КВН більше участі не брав. Працював ді-джеєм «Російського радіо в Пензі» під псевдонімом Павло Добровольський, вів програму «Вільні цвяхи» на московському «Російське радіо».
У 2001 році закінчив Пензенський педагогічний інститут за фахом — учитель російської мови та літератури. Відразу після закінчення університету виїхав у Москву для продовження кар'єри. У Москві починав з роботи виконробом на столичному будівництві.
Працював сценаристом у Ігоря Угольникова, але коли передача «Добрий вечір» на РТР закрилася, Павло перейшов на радіо. Працював ведучим на «Муз-ТВ», озвучував Масяню в шоу «В гостях у Масяні» на «Муз-ТВ», працював ді-джеєм на радіостанції «Хіт-FM» у 2003 році.
9 квітня 2005 року в торговому центрі «Атріум» відбулася презентація програми «Comedy Club». На презентації шоу були лише журналісти та відвідувачі торгового центру. Ту презентацію Павло Воля відкривав своїм виступом. Відразу ж позначив своє амплуа — «гламурного покидька», який будує свої виступи на образах інших людей, наприклад журналістів, які стоять у VIP-зоні.
У 2007 році почав сольну кар'єру. Записав кілька треків і зняв кліпи на пісні «Все буде офігенно», «Мамі!», «Барвіха», «найкраща пісня» і «Пенза-Сіті». Випустив сольний альбом «Respect і уважуха». Знявся в декількох рекламних роликах хлібних сухарів. В інтернеті було поширено відео, в якому хулігани б'ють і лають Павла. Пізніше це відео було визнано підробкою, зробленої для реклами нового альбому музиканта.
З 2009 року продовжує кар'єру ді-джея, розпочату в Пензі, де він з друзями Тимуром Родрігезом і ді-джеєм Антоном Антоновим влаштовував вечірки в клубі «Mix-up».
З 2010 року грає live-сети спільно з барабанщиком Тімом Івановим, влаштовуючи шоу на таких DJ-заходах, як КаZантип, Winston Freedom Music, Sochi Winter Music Conference-2011 та ін.
12 лютого 2016 року вийшов новий студійний альбом Павла Волі, Думки і музика. В альбом увійшло 11 пісень.

## Фільмографія
| Рік  | Назва                      | Персонаж       |
| ---- | -------------------------- | -------------- |
| 2006 | Клуб                       | учасник кліпу  |
| 2008 | Найкращий фільм            | Тіма Мілан     |
| 2008 | Платон                     | Платон         |
| 2008 | Універ                     | камео          |
| 2009 | Наречена за будь-яку ціну  | Стас           |
| 2010 | Галигін. РУ                | камео          |
| 2010 | Кохання у великому місті 2 | Гамлет         |
| 2011 | Поцілунок крізь стіну      | Кондратьєв     |
| 2011 | Службовий роман. Наш час   | секретар Вадик |
| 2012 | З новим роком, мами!       | син            |

### Озвучення
| Рік  | Російська назва | Оригінальна назва | Персонаж          |
| ---- | --------------- | ----------------- | ----------------- |
| 2007 | Тримай хвилю!   | Surf's Up         | Ципа Джо          |
| 2011 | Прибулець Павло | Paul              | Інопланетянин Пол |

## Особисте життя
Одружений з вересня 2012 року з Ляйсан Утяшевою. 14 травня 2013 року Утяшева в Маямі народила сина Роберта, а 6 травня 2015 року в тій же клініці народила доньку Софію.

## Дискографія

### Альбоми
- 2007 — Respect і Уважуха (складається з двох CD)
- 2010 — HOT SUMMER / COLD SUMMER (складається з двох CD)
- 2012 — Нове
- 2016 — Думки і музика

### Сингли
- 2007 — Все буде офігенно
- 2007 — Шоубізз
- 2007 — Наша Раша
- 2008 — Барвіха
- 2008 — Барвіха (Dj Miv & Dj Hit Ural)
- 2008 — Просунуті міста
- 2008 — Найкраща Пісня (feat. ДжаниRaдари)
- 2008 — Мамі
- 2008 — то Поїзда
- 2008 — Пенза
- 2008 — Пацанська
- 2008 — Платон
- 2009 — Веселкова пісня
- 2010 — Пенза-City
- 2010 — Наша Росія
- 2011 — Хлопчик (feat. Ялинка)
- 2012 — Мама, ми всі старіємо (feat. Місто 312)
- 2012 — Я танцюю!
- 2012 — Нове
- 2012 — Все оплачено
- 2012 — Зупиніть планету